# Orchelimum
Orchelimum is een geslacht van rechtvleugeligen uit de familie sabelsprinkhanen (Tettigoniidae). De wetenschappelijke naam van dit geslacht is voor het eerst geldig gepubliceerd in 1838 door Serville.

## Soorten
Het geslacht Orchelimum omvat de volgende soorten:
- Orchelimum fraternum Rehn & Hebard, 1915
- Orchelimum superbum Rehn & Hebard, 1915
- Orchelimum unispina Saussure & Pictet, 1898
- Orchelimum agile De Geer, 1773
- Orchelimum bullatum Rehn & Hebard, 1915
- Orchelimum campestre Blatchley, 1893
- Orchelimum carinatum Walker, 1971
- Orchelimum concinnum Scudder, 1862
- Orchelimum delicatum Bruner, 1892
- Orchelimum erythrocephalum Davis, 1905
- Orchelimum fidicinium Rehn & Hebard, 1907
- Orchelimum gladiator Bruner, 1891
- Orchelimum laticauda Redtenbacher, 1891
- Orchelimum militare Rehn & Hebard, 1907
- Orchelimum minor Bruner, 1891
- Orchelimum nigripes Scudder, 1875
- Orchelimum pulchellum Davis, 1909
- Orchelimum silvaticum McNeill, 1891
- Orchelimum vulgare Harris, 1841
- Orchelimum bradleyi Rehn & Hebard, 1915
- Orchelimum volantum McNeill, 1891